# Amoebophilus
Amoebophilus — рід грибів родини Cochlonemataceae. Назва вперше опублікована 1910 року.

## Класифікація
До роду Amoebophilus відносять 6 видів:
- Amoebophilus caudatus
- Amoebophilus dangeardii
- Amoebophilus korotneffii
- Amoebophilus penardii
- Amoebophilus sicyosporus
- Amoebophilus simplex